# Visconde Cobham
Visconde Cobham é um título do Pariato da Grã-Bretanha que foi criado em 1718. Devido ao seu caráter especial, o título passou por diversas famílias. Desde 1889, é mantido por membros da família Lyttelton.
A baronia e o viscondado de Cobham foram títulos subsidiários do Conde Temple de 1749 a 1784, depois títulos subsidiários do Marquesado de Buckingham de 1784 a 1822 e do Ducado de Buckingham e Chandos de 1822 a 1889. Desde o último ano, os títulos de Cobham foram fundidos com os títulos de Barão Lyttelton e Barão Westcote.

## Lista de detentores do título

### Baronetes Temple, de Stowe (1611)
- Sir Thomas Temple, 1.º Baronete (1567–1637)
- Sir Peter Temple, 2.º Baronete (1592–1653)
- Sir Richard Temple, 3.º Baronete (1634–1697)
- Sir Richard Temple, 4.º Baronete (1669–1749) (criado Visconde Cobham em 1718; veja abaixo)
- Sir William Temple, 5.º Baronete (1694–1760)
- Sir Peter Temple, 6.º Baronete (falecido em 1761)
- Sir Richard Temple, 7.º Baronete (1731–1786) (inativo)

### Viscondes Cobham (1718)
- Richard Temple, 1.º Visconde Cobham (1675–1749)
- Hester Grenville, 2.ª Viscondessa de Cobham (c. 1690 –1752) (criada Condessa Temple em 1749) [1]

### Condes Temple (1749)
- Hester Grenville, 1.ª Condessa Temple, 2.ª Viscondessa Cobham ( c. 1690 –1752)
- Richard Grenville-Temple, 2.º Conde Temple, 3.º Visconde Cobham (1711–1779)
- George Nugent-Temple-Grenville, 3.º Conde Temple, 4.º Visconde Cobham (1753–1813) (criado Marquês de Buckingham em 1784)

### Marqueses de Buckingham (1784)
- George Nugent-Temple-Grenville, 1.º Marquês de Buckingham, 4º Visconde Cobham (1753–1813)
- Richard Temple-Nugent-Brydges-Chandos-Grenville, 2.º Marquês de Buckingham, 5.º Visconde Cobham (1776–1839) (criado Duque de Buckingham e Chandos em 1822)

### Duques de Buckingham e Chandos (1822)
- Richard Temple-Nugent-Brydges-Chandos-Grenville, 1.º Duque de Buckingham e Chandos, 5.º Visconde Cobham (1776–1839)
- Richard Plantagenet Temple-Nugent-Brydges-Chandos-Grenville, 2.º Duque de Buckingham e Chandos, 6.º Visconde Cobham (1797–1861)
- Richard Plantagenet Campbell Temple-Nugent-Brydges-Chandos-Grenville, 3.º Duque de Buckingham e Chandos, 7.º Visconde Cobham (1823–1889)

### Viscondes Cobham (1718; revertido)
- Charles George Lyttelton, 8.º Visconde Cobham (1842–1922)
- John Cavendish Lyttelton, 9.º Visconde Cobham (1881–1949)
- Charles John Lyttelton, 10.º Visconde Cobham (1909–1977)
- John William Leonard Lyttelton, 11.º Visconde Cobham (1943–2006)
- Christopher Charles Lyttelton, 12.º Visconde Cobham (nascido em 1947)

O herdeiro é o filho mais velho do atual titular, Oliver Christopher Lyttelton (nascido em 1976).